# Castell d'Olesa
Castell d'Olesa és un edifici d'Olesa de Montserrat (Baix Llobregat) declarat Bé Cultural d'Interès Nacional.

## Descripció
El castell estava situat al centre de la vila, on actualment hi ha l'església de Santa Maria. A la part posterior de l'església, a ponent de l'absis, es conserva un fragment de mur antic que podria pertànyer a l'antiga església o al castell. La Torre del Rellotge, situada a la Plaça Nova, tampoc no es pot relacionar amb certesa amb el castell.

## Història
Fortalesa. Documentada segle xiv. En la documentació medieval, el castell apareix situat a tocar de l'església de Santa Maria. Va ser l'origen de la formació del nucli medieval d'Olesa. Fou reconstruït al segle xiv, quan la jurisdicció i el domini superior de la vila pertanyien al Monestir de Montserrat i s'engrandí la vila.
L'any 1994 s'efectuà una intervenció arqueològica a la Plaça Nova arrel d'unes obres de reforma urbanística que va permetre datar la construcció de la Torre del Rellotge cap al segle xvi, sense poder esclarir si mai tingué relació amb el castell. Durant les obres de rehabilitació portades a terme l'any 2002 a la Rectoria de la parròquia de Santa Maria d'Olesa va quedar al descobert un portal de pedra, però tampoc va ser possible afirmar amb certesa que aquest formés part del castell.